# Evangelion: 1.0 You Are (Not) Alone
Evangelion: 1.0 You Are (Not) Alone (ヱヴァンゲリヲン新劇場版:序 Evangelion Shin Gekijōban: Jo?, Evangelion la nueva película: Prefacio) (titulada: Evangelion: 1.11 (No) estás solo en España y Evangelion: 1.11 Tú (no) estás solo en Hispanoamérica) es un film que se estrenó el 1 de septiembre de 2007, escrito y dirigido por Hideaki Anno. Es la primera de las cuatro películas realizada de la tetralogía de Rebuild of Evangelion basadas en el anime original de Neon Genesis Evangelion. Está producida y co-distribuida por el Studio Khara de Hideaki Anno.
Después de los créditos finales se muestra un tráiler de la siguiente película; Evangelion: 2.0 You Can (Not) Advance.

## Argumento
El argumento está basado en los episodios del 1 al 6 de la serie original. Aunque algunas situaciones se muestran de diferente forma, tales como ángulos de cámara, historias alternativas, etc.
Shinji Ikari llega a Tokyo-3, buscado por su padre Gendo. A su llegada, se encuentra con el ejército de la ONU tratando de detener al cuarto Ángel (el tercero en la versión original), Sachiel. Rescatado por Misato Katsuragi, Shinji llega a los cuarteles generales de NERV junto con su padre Gendo (que es el Supremo Comandante de NERV) con la casi amenaza de que si no pilotaba el EVA-01 (EVA 初号機 EVA shogōki?) y luchaba contra Sachiel, la misteriosa Rei Ayanami, que se encontraba en malas condiciones, sería enviada a pelear; por lo que acepta. Después de la primera batalla, en la que salió victorioso, Misato lo lleva a su casa para que viva con ella, vaya a la escuela y trate de tener una vida normal.
Después llega desde el aire el ángel Shamsel a Tokio-3 y envían al EVA 01 con Shinji a interceptarlo, Shinji lo ataca con un rifle pero no causa efecto a causa del campo AT del ángel, cuando se acaba la munición del rifle el ángel contraataca con unos látigos luminosos cortando un edificio en dos, el EVA queda en el suelo mientras el ángel avanza hacia él. El ángel ataca pero el EVA lo esquiva, ataca otra vez y esta vez arroja hacia atrás al EVA y corta el cable de energía del mismo dejándolo con 5 minutos de energía, el ángel sujeta al EVA y lo lanza por los aires haciendo que caiga sobre una montaña casi sobre Kensuke Aida y Toji Zusuhara. Shinji hace entrar a los dos al Entry Plug mientras el ángel ataca de nuevo, el EVA 01 sujeta los látigos del ángel con las manos y lanza lejos al ángel. Quedando solo con un minuto de energía, Shinji se lanza de nuevo al ataque solo con el puñal progresivo, el ángel contraataca y atraviesa los costados del EVA, pero Shinji vuelve a atacar, esta vez clavando el puñal progresivo en el núcleo del ángel, y justo cuando se acaba la energía del EVA, el núcleo del ángel se rompe y Shinji concluye exitosamente la misión. 
Tras todo esto aparece un nuevo ángel: Ramiel (Quinto ángel en la serie original), Shinji se lanza a enfrentarlo, pero en menos de un segundo, Ramiel le lanza un potente láser hiriendo gravevemente, luego de retirarse Ramiel comienza a taladrar el Geo-front. Para motivar a un abatido Shinji, Misato lo lleva hasta el nivel más bajo de la base y le muestra al ángel Lilith. Misato explica que ese ángel es el objetivo de los Ángeles y que cualquier contacto entre ellos y Lilith traería el fin de toda la vida en la Tierra. 
Con esta información y el apoyo de sus nuevos amigos de la escuela, Shinji y Rei, con sus respectivos EVAs (01 y 00) intentan destruir a Ramiel usando un fusil de francotirador de positrones. Tras fallar el disparo, el ángel reacciona y dispara otro rayo que Rei bloquea con un escudo y con su propio EVA cuando este cae, casi muriendo en el transcurso del combate y dando tiempo a Shinji a disparar exitosamente una segunda vez. Después, Shinji, temiendo por la vida de Rei, abre su Entry Plug con el Cuchillo Progresivo del EVA 01. En ese emotivo momento Shinji y Rei, normalmente fría, comparten una cálida sonrisa y se toman de la mano. 
La última escena ocurre en la superficie de la Luna, en lo que parece ser una gran franja salpicada de sangre de la misma. Nueve contenedores similares a ataúdes dispuestos en una línea en la superficie se muestran, con cinco de ellos abiertas. Kaworu Nagisa despierta y se levanta en del quinto contenedor. Delante de él hay un gigante blanco no identificado, pero es similar a Adan, el ángel que atacó en el pasado en la primera serie de Evangelion, rodeado de andamios y equipos de construcción, y llevando una máscara púrpura de Seele. En realidad, este es el EVA 06, que está en plena construcción y baja de la luna en la segunda película. Kaworu se involucra en una breve conversación con un críptico monolito de SEELE, diciendo que desea conocer a Shinji.

## Diferencias entre la serie original y la película
- La película en si avanza mucho más rápido que la serie original, así se han eliminando ciertas escenas y flashbacks.
- Al inicio de la película el mar es rojo, mientras que en la versión original el mar no es rojo hasta después del Tercer Impacto.
- El nuevo aspecto del logo de NERV, a diferencia del antiguo, tiene el primer vector de la letra V paralelo al de la media hoja. Así mismo se le ha incluido un holograma al fondo del logo.
- Al llegar a la unidad 01 no atraviesan por bote todo el líquido de refrigeración en el que se puede también observar otras extremidades del EVA, sino que directamente la escena salta a cuando Shinji queda frente a frente al EVA y a su Padre.
- En la serie original, tras el ataque del tercer ángel, este localiza la base de NERV y ataca directamente, provocando que unos fragmentos caigan y hagan temblar la estancia donde se encuentra Shinji y donde se desprenden trozos del techo, y el EVA 01 salve a Shinji de que uno de esos fragmentos lo aplaste resguardándolo con la mano y destrozando los anclajes de retención, mientras que en la película, esta escena fue editada.
- En la serie original Sachiel es el tercer ángel, mientras que en la película es el cuarto ángel. Siendo así Adam el primer ángel, Lilith el segundo y el tercero no aparece sino hasta la segunda película.
- En la escena de Shinji en el baño, este dice que le trae recuerdos desagradables, como su padre. En la serie dice lo mismo, pero incluye a Rei Ayanami.
- En la escena en la que la camilla de Rei pasa delante de Shinji, la mirada de esta se ha suavizado bastante con respecto a la serie original, pasando de mirar con enfado, a una total indiferencia.
- Gendo parece estar más humanizado y más sensible en esta nueva película. Esto se hace patente sobre todo en la segunda parte.
- Se agregaron nuevas escenas que no existían en la serie original entre Gendo y Fuyutsuki. En una de ellas, Gendo dice que aún quedan por derrotar a 8 ángeles, y que el siguiente paso sería aproximar a Shinji y a Rei. Dicho esto, mueve una pieza de Shoji.
- Hay una escena exclusiva de la película: en un bar, se encuentran hablando Misato y Ritsuko, acerca de Shinji y como podría Misato interactuar con él, además de que Ritsuko le entrega a Misato las nuevas tarjetas de Shinji y Rei y le pide que le diga a Shinji que se la entregue él a Rei. En la serie original, la conversación de Misato y Ritsuko sobre Shinji ocurre en el Episodio #02, cuando Misato está desnuda en el baño (en Rebuild, sí aparece esta escena pero no con la conversación) y en el Episodio #05 cuando Ritsuko está en casa de Misato y le entrega a Shinji directamente la tarjeta de Rei para que él se la dé.
- En la serie original Lilith es mostrada en los capítulos finales y Misato desconocía su existencia hasta ese momento, mientras que aquí Misato ya conocía la existencia de Lilith y se la muestra a Shinji Ikari justo antes de la operación Yashima.
- Al igual que Lilith, Kaworu Nagisa aparece antes de tiempo con respecto a la serie original.
- La aparición del Quinto Ángel, Ramiel, el Sexto en Rebuild, está completamente reeditada con gráficos por ordenador, y ahora el Ángel ya no es estático, sino que antes de atacar con su rayo de partículas, se transforma de manera espectacular, abriéndose en múltiples figuras geométricas, aparte de ser mucho más poderoso y salvaje que en la serie original. Esta batalla tal y como se muestra en la película, es como realmente se quería hacer en la serie original, y que no pudieron llevar a cabo debido al poco presupuesto de la serie, y a la tecnología de la época.
- Lilith posee otra máscara distinta a la ya conocida en la serie original. El ser que se aprecia en la Luna al terminar la película (el Evangelion Mark.06 durante su proceso de construcción), lleva la misma máscara que Lilith en la serie, lo que hace pensar que el ser que se encuentra en las instalaciones de NERV, sea realmente Adan, por lo que los roles de Lilith y Adan, se intercambiarían.
- En la serie, Shinji al decidir abandonar NERV, se encuentra con Kensuke, con el que acaba durmiendo en una tienda de campaña. En la película, este encuentro no existe. Shinji duerme entre unos cartones.
- En la serie original Kaji le entrega a Adan a Gendo; en la película le entrega una llave.

El DVD de esta primera parte salió a la venta el 25 de abril de 2008 en una versión especial y el 21 de mayo en la edición regular.

## Curiosidades
- Rei Ayanami está leyendo El Príncipe Feliz y otros cuentos por Oscar Wilde, en la escena en la cual Shinji está en cama tras el ataque que tuvo por parte de Ramiel.
- En la alacena de Misato hay Doritos y cerveza Yebisu originales.
- El escudo de la Unidad 00 en la batalla contra Ramiel lleva la misma leyenda que el escudo del príncipe del cuento "La Bella Durmiente".

## Banda sonora
El tema del final (créditos) "Beautiful World" y el tema del tráiler "Fly Me To The Moon (In Other Words) -2007 MIX-" fueron interpretados por la cantante japonesa Hikaru Utada.
La música de fondo está compuesta por arreglos nuevos de la banda sonora original escrita por Shiro Sagisu, esta vez grabados en los estudios Abbey Road e interpretados por la London Studio Orchestra.